# Pleasureville
Pleasureville è un comune degli Stati Uniti d'America, situato nello Stato del Kentucky, diviso tra la contea di Henry e la contea di Shelby.